# Danh sách tiểu hành tinh: 9201–9300
| Tên                 | Tên đầu tiên | Ngày phát hiện       | Nơi phát hiện                      | Người phát hiện                                        |
| ------------------- | ------------ | -------------------- | ---------------------------------- | ------------------------------------------------------ |
| 9201 -              | 1993 FU39    | 19 tháng 3 năm 1993  | La Silla                           | UESAC                                                  |
| 9202 -              | 1993 PB      | 13 tháng 8 năm 1993  | Kitt Peak                          | Spacewatch                                             |
| 9203 Myrtus         | 1993 TM16    | 9 tháng 10 năm 1993  | La Silla                           | E. W. Elst                                             |
| 9204 Mörike         | 1994 PZ1     | 4 tháng 8 năm 1994   | Đài quan sát Tautenburg            | F. Börngen                                             |
| 9205 Eddywally      | 1994 PO9     | 10 tháng 8 năm 1994  | La Silla                           | E. W. Elst                                             |
| 9206 Yanaikeizo     | 1994 RQ      | 1 tháng 9 năm 1994   | Kitami                             | K. Endate, K. Watanabe                                 |
| 9207 Petersmith     | 1994 SF12    | 29 tháng 9 năm 1994  | Kitt Peak                          | Spacewatch                                             |
| 9208 Takanotoshi    | 1994 TX2     | 2 tháng 10 năm 1994  | Kitami                             | K. Endate, K. Watanabe                                 |
| 9209 -              | 1994 UK1     | 25 tháng 10 năm 1994 | Kushiro                            | S. Ueda, H. Kaneda                                     |
| 9210 -              | 1995 BW2     | 27 tháng 1 năm 1995  | Kushiro                            | S. Ueda, H. Kaneda                                     |
| 9211 Neese          | 1995 SB27    | 19 tháng 9 năm 1995  | Kitt Peak                          | Spacewatch                                             |
| 9212 Kanamaru       | 1995 UR3     | 20 tháng 10 năm 1995 | Oizumi                             | T. Kobayashi                                           |
| 9213 -              | 1995 UX5     | 21 tháng 10 năm 1995 | Kushiro                            | S. Ueda, H. Kaneda                                     |
| 9214 -              | 1995 UC6     | 21 tháng 10 năm 1995 | Kushiro                            | S. Ueda, H. Kaneda                                     |
| 9215 Taiyonoto      | 1995 UB45    | 28 tháng 10 năm 1995 | Kitami                             | K. Endate, K. Watanabe                                 |
| 9216 Masuzawa       | 1995 VS      | 1 tháng 11 năm 1995  | Kiyosato                           | S. Otomo                                               |
| 9217 Kitagawa       | 1995 WN      | 16 tháng 11 năm 1995 | Oizumi                             | T. Kobayashi                                           |
| 9218 Ishiikazuo     | 1995 WV2     | 20 tháng 11 năm 1995 | Oizumi                             | T. Kobayashi                                           |
| 9219 -              | 1995 WO8     | 18 tháng 11 năm 1995 | Nachi-Katsuura                     | Y. Shimizu, T. Urata                                   |
| 9220 Yoshidayama    | 1995 XL1     | 15 tháng 12 năm 1995 | Oizumi                             | T. Kobayashi                                           |
| 9221 -              | 1995 XP2     | 2 tháng 12 năm 1995  | Xinglong                           | Chương trình tiểu hành tinh Bắc Kinh Schmidt CCD       |
| 9222 Chubey         | 1995 YM      | 19 tháng 12 năm 1995 | Oizumi                             | T. Kobayashi                                           |
| 9223 Leifandersson  | 1995 YY7     | 18 tháng 12 năm 1995 | Kitt Peak                          | Spacewatch                                             |
| 9224 Železný        | 1996 AE      | 10 tháng 1 năm 1996  | Kleť                               | M. Tichý, Z. Moravec                                   |
| 9225 Daiki          | 1996 AU      | 10 tháng 1 năm 1996  | Oizumi                             | T. Kobayashi                                           |
| 9226 Arimahiroshi   | 1996 AB1     | 12 tháng 1 năm 1996  | Oizumi                             | T. Kobayashi                                           |
| 9227 Ashida         | 1996 BO2     | 26 tháng 1 năm 1996  | Oizumi                             | T. Kobayashi                                           |
| 9228 Nakahiroshi    | 1996 CG1     | 11 tháng 2 năm 1996  | Oizumi                             | T. Kobayashi                                           |
| 9229 Matsuda        | 1996 DJ1     | 20 tháng 2 năm 1996  | Kitami                             | K. Endate, K. Watanabe                                 |
| 9230 Yasuda         | 1996 YY2     | 29 tháng 12 năm 1996 | Chichibu                           | N. Sato                                                |
| 9231 Shimaken       | 1997 BB2     | 29 tháng 1 năm 1997  | Oizumi                             | T. Kobayashi                                           |
| 9232 Miretti        | 1997 BG8     | 31 tháng 1 năm 1997  | Pianoro                            | V. Goretti                                             |
| 9233 Itagijun       | 1997 CC1     | 1 tháng 2 năm 1997   | Oizumi                             | T. Kobayashi                                           |
| 9234 Matsumototaku  | 1997 CH4     | 3 tháng 2 năm 1997   | Oizumi                             | T. Kobayashi                                           |
| 9235 Shimanamikaido | 1997 CT21    | 9 tháng 2 năm 1997   | Kuma Kogen                         | A. Nakamura                                            |
| 9236 Obermair       | 1997 EV32    | 12 tháng 3 năm 1997  | Linz                               | E. Meyer                                               |
| 9237 -              | 1997 GY7     | 2 tháng 4 năm 1997   | Socorro                            | LINEAR                                                 |
| 9238 Yavapai        | 1997 HO2     | 28 tháng 4 năm 1997  | Prescott                           | P. G. Comba                                            |
| 9239 van Riebeeck   | 1997 JP15    | 3 tháng 5 năm 1997   | La Silla                           | E. W. Elst                                             |
| 9240 Nassau         | 1997 KR3     | 31 tháng 5 năm 1997  | Kitt Peak                          | Spacewatch                                             |
| 9241 Rosfranklin    | 1997 PE6     | 10 tháng 8 năm 1997  | Reedy Creek                        | J. Broughton                                           |
| 9242 Olea           | 1998 CS3     | 6 tháng 2 năm 1998   | La Silla                           | E. W. Elst                                             |
| 9243 -              | 1998 FF68    | 20 tháng 3 năm 1998  | Socorro                            | LINEAR                                                 |
| 9244 Višnjan        | 1998 HV7     | 21 tháng 4 năm 1998  | Đài thiên văn Zvjezdarnica Višnjan | K. Korlević, P. Radovan                                |
| 9245 -              | 1998 HF101   | 21 tháng 4 năm 1998  | Socorro                            | LINEAR                                                 |
| 9246 Niemeyer       | 1998 HB149   | 25 tháng 4 năm 1998  | La Silla                           | E. W. Elst                                             |
| 9247 -              | 1998 MO19    | 23 tháng 6 năm 1998  | Socorro                            | LINEAR                                                 |
| 9248 Sauer          | 4593 P-L     | 24 tháng 9 năm 1960  | Palomar                            | C. J. van Houten, I. van Houten-Groeneveld, T. Gehrels |
| 9249 Yen            | 4606 P-L     | 24 tháng 9 năm 1960  | Palomar                            | C. J. van Houten, I. van Houten-Groeneveld, T. Gehrels |
| 9250 Chamberlin     | 4643 P-L     | 24 tháng 9 năm 1960  | Palomar                            | C. J. van Houten, I. van Houten-Groeneveld, T. Gehrels |
| 9251 Harch          | 4896 P-L     | 16 tháng 9 năm 1960  | Palomar                            | C. J. van Houten, I. van Houten-Groeneveld, T. Gehrels |
| 9252 Goddard        | 9058 P-L     | 17 tháng 10 năm 1960 | Palomar                            | C. J. van Houten, I. van Houten-Groeneveld, T. Gehrels |
| 9253 Oberth         | 1171 T-1     | 25 tháng 3 năm 1971  | Palomar                            | C. J. van Houten, I. van Houten-Groeneveld, T. Gehrels |
| 9254 Shunkai        | 2151 T-1     | 25 tháng 3 năm 1971  | Palomar                            | C. J. van Houten, I. van Houten-Groeneveld, T. Gehrels |
| 9255 Inoutadataka   | 3174 T-1     | 26 tháng 3 năm 1971  | Palomar                            | C. J. van Houten, I. van Houten-Groeneveld, T. Gehrels |
| 9256 Tsukamoto      | 1324 T-2     | 29 tháng 9 năm 1973  | Palomar                            | C. J. van Houten, I. van Houten-Groeneveld, T. Gehrels |
| 9257 Kunisuke       | 1552 T-2     | 24 tháng 9 năm 1973  | Palomar                            | C. J. van Houten, I. van Houten-Groeneveld, T. Gehrels |
| 9258 Johnpauljones  | 2137 T-2     | 29 tháng 9 năm 1973  | Palomar                            | C. J. van Houten, I. van Houten-Groeneveld, T. Gehrels |
| 9259 Janvanparadijs | 2189 T-2     | 29 tháng 9 năm 1973  | Palomar                            | C. J. van Houten, I. van Houten-Groeneveld, T. Gehrels |
| 9260 Edwardolson    | 1953 TA1     | 8 tháng 10 năm 1953  | Brooklyn                           | Đại học Indiana                                        |
| 9261 Peggythomson   | 1953 TD1     | 8 tháng 10 năm 1953  | Brooklyn                           | Đại học Indiana                                        |
| 9262 Bordovitsyna   | 1973 RF      | 6 tháng 9 năm 1973   | Nauchnij                           | T. M. Smirnova                                         |
| 9263 Khariton       | 1976 SX5     | 24 tháng 9 năm 1976  | Nauchnij                           | N. S. Chernykh                                         |
| 9264 -              | 1978 OQ      | 28 tháng 7 năm 1978  | Bickley                            | Perth Observatory                                      |
| 9265 Ekman          | 1978 RC9     | 2 tháng 9 năm 1978   | La Silla                           | C.-I. Lagerkvist                                       |
| 9266 Holger         | 1978 RD10    | 2 tháng 9 năm 1978   | La Silla                           | C.-I. Lagerkvist                                       |
| 9267 Lokrume        | 1978 RL10    | 2 tháng 9 năm 1978   | La Silla                           | C.-I. Lagerkvist                                       |
| 9268 -              | 1978 VZ2     | 7 tháng 11 năm 1978  | Palomar                            | E. F. Helin, S. J. Bus                                 |
| 9269 -              | 1978 VW6     | 7 tháng 11 năm 1978  | Palomar                            | E. F. Helin, S. J. Bus                                 |
| 9270 -              | 1978 VO8     | 7 tháng 11 năm 1978  | Palomar                            | E. F. Helin, S. J. Bus                                 |
| 9271 -              | 1978 VT8     | 7 tháng 11 năm 1978  | Palomar                            | E. F. Helin, S. J. Bus                                 |
| 9272 Liseleje       | 1979 KQ      | 19 tháng 5 năm 1979  | La Silla                           | R. M. West                                             |
| 9273 Schloerb       | 1979 QW3     | 22 tháng 8 năm 1979  | La Silla                           | C.-I. Lagerkvist                                       |
| 9274 Amylovell      | 1980 FF3     | 16 tháng 3 năm 1980  | La Silla                           | C.-I. Lagerkvist                                       |
| 9275 Persson        | 1980 FS3     | 16 tháng 3 năm 1980  | La Silla                           | C.-I. Lagerkvist                                       |
| 9276                | 1980 RB8     | 13 tháng 9 năm 1980  | Palomar                            | S. J. Bus                                              |
| 9277 Togashi        | 1980 TT3     | 9 tháng 10 năm 1980  | Palomar                            | C. S. Shoemaker, E. M. Shoemaker                       |
| 9278                | 1981 EM1     | 7 tháng 3 năm 1981   | La Silla                           | H. Debehogne, G. DeSanctis                             |
| 9279                | 1981 EY12    | 1 tháng 3 năm 1981   | Siding Spring                      | S. J. Bus                                              |
| 9280                | 1981 EQ14    | 1 tháng 3 năm 1981   | Siding Spring                      | S. J. Bus                                              |
| 9281                | 1981 EJ15    | 1 tháng 3 năm 1981   | Siding Spring                      | S. J. Bus                                              |
| 9282                | 1981 EP16    | 6 tháng 3 năm 1981   | Siding Spring                      | S. J. Bus                                              |
| 9283                | 1981 EY17    | 2 tháng 3 năm 1981   | Siding Spring                      | S. J. Bus                                              |
| 9284                | 1981 ED24    | 7 tháng 3 năm 1981   | Siding Spring                      | S. J. Bus                                              |
| 9285                | 1981 EL24    | 2 tháng 3 năm 1981   | Siding Spring                      | S. J. Bus                                              |
| 9286                | 1981 ED35    | 2 tháng 3 năm 1981   | Siding Spring                      | S. J. Bus                                              |
| 9287                | 1981 ER43    | 6 tháng 3 năm 1981   | Siding Spring                      | S. J. Bus                                              |
| 9288                | 1981 EV46    | 2 tháng 3 năm 1981   | Siding Spring                      | S. J. Bus                                              |
| 9289                | 1981 QR3     | 26 tháng 8 năm 1981  | La Silla                           | H. Debehogne                                           |
| 9290                | 1981 TT      | 6 tháng 10 năm 1981  | Kleť                               | Z. Vávrová                                             |
| 9291 Alanburdick    | 1982 QO      | 17 tháng 8 năm 1982  | Harvard                            | Oak Ridge Observatory                                  |
| 9292                | 1982 UE2     | 16 tháng 10 năm 1982 | Kleť                               | A. Mrkos                                               |
| 9293 Kamogata       | 1982 XQ1     | 13 tháng 12 năm 1982 | Kiso                               | H. Kosai, K. Hurukawa                                  |
| 9294                | 1983 EV      | 10 tháng 3 năm 1983  | Anderson Mesa                      | E. Barr                                                |
| 9295 Donaldyoung    | 1983 RT1     | 2 tháng 9 năm 1983   | Anderson Mesa                      | E. Bowell                                              |
| 9296                | 1983 RB2     | 5 tháng 9 năm 1983   | Kleť                               | Z. Vávrová                                             |
| 9297 Marchuk        | 1984 MP      | 25 tháng 6 năm 1984  | Nauchnij                           | T. M. Smirnova                                         |
| 9298 Geake          | 1985 JM      | 15 tháng 5 năm 1985  | Anderson Mesa                      | E. Bowell                                              |
| 9299 Vinceteri      | 1985 JG2     | 13 tháng 5 năm 1985  | Palomar                            | C. S. Shoemaker, E. M. Shoemaker                       |
| 9300 Johannes       | 1985 PS      | 14 tháng 8 năm 1985  | Anderson Mesa                      | E. Bowell                                              |